# Забегин, Александр Иосифович
Александр Иосифович Забе́гин (1911 — ? (после 1985)) — советский конструктор боеприпасов.

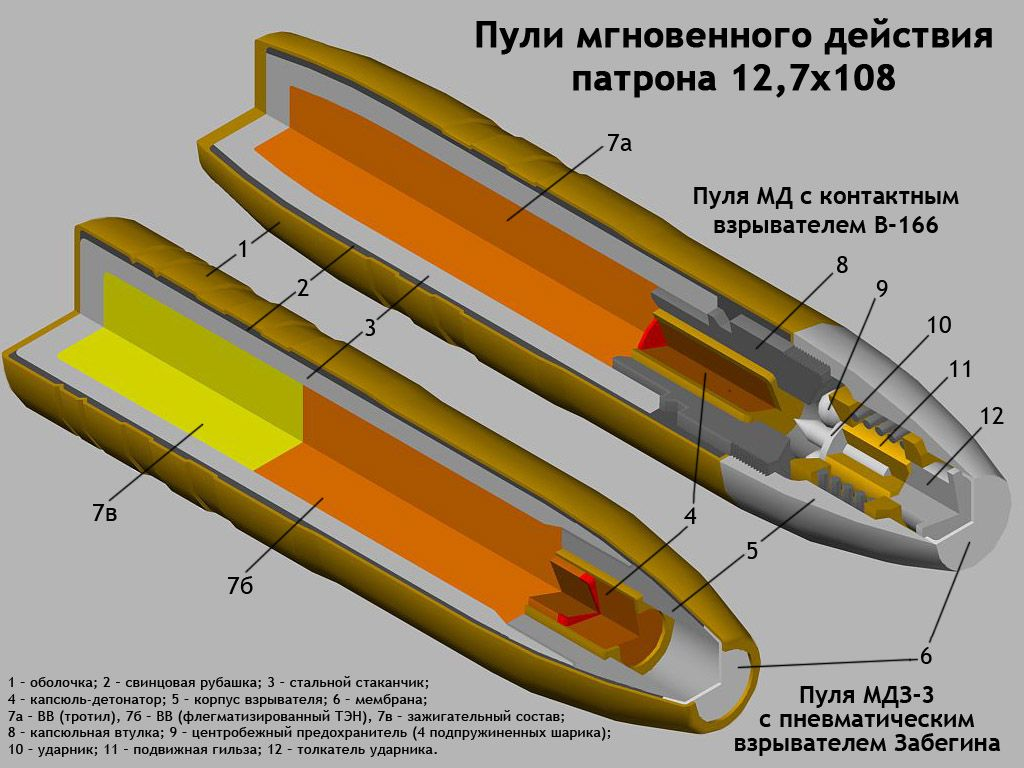
Пуля Забегина

## Биография
Родился в 1911 году в городе Кольчугино (ныне Владимирская область).
Конструктор завода № 3 (Ульяновск). С 1943 года начальник ОКБ при заводе № 44, которое в 1946 году было переведено в подмосковный Климовск и преобразовано в НИИ-44.
В начале войны руководил конструкторской группой, которая для улучшения обеспечения патронами партизанских отрядов и соединений, доставка боеприпасов которым через линию фронта была затруднена, разработала метод и технологию переделки трофейных немецких 7,92-мм винтовочных и 7,62-мм пистолетных патронов для стрельбы из советского оружия (с помощью винтового пресса).
Конструктор 12,7-мм патрона с зажигательной пулей мгновенного действия МДЗ-З.

## Награды и премии
- Медаль «Партизану Отечественной войны» (16 января 1946)
- Сталинская премия II степени (10 апреля 1942) — за разработку и внедрение в производство нового типа боеприпасов
- Орден Отечественной войны I степени
- Орден Отечественной войны II степени (6 апреля 1985)
- Орден Трудового Красного Знамени
- Медаль «За трудовое отличие»